# Поток-Гурны (гмина)
Гмина Поток-Гурны (пол. Gmina Potok Górny) — сельская гмина (волость) в Польше, входит как административная единица в Билгорайский повет, Люблинское воеводство. Население — 5.552 человека (на 2006 год).

## Сельские округа
1. Домбрувка
2. Ясенник-Стары
3. Едлинки
4. Колёня-Маленник
5. Липины-Дольне
6. Липины-Гурне-Боровина
7. Липины-Гурне-Левки
8. Наклик
9. Поток-Гурны
10. Шишкув
11. Загрудки

## Соседние гмины

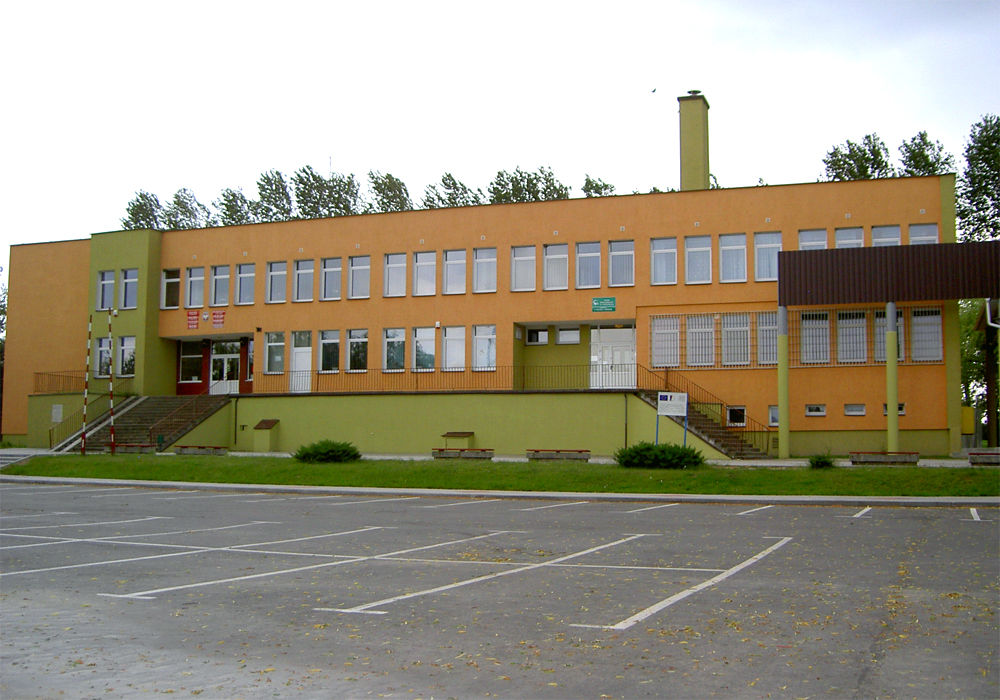
Гмина Поток-Гурны

1. Гмина Бища
2. Гмина Харасюки
3. Гмина Кшешув
4. Гмина Курылувка